# Mark Zupan
Mark Zupan (nacido el 20 de mayo de 1975) es un jugador de rugby en silla de ruedas y capitán del equipo de rugby en silla de ruedas de los Estados Unidos que compitió en los Juegos Paralímpicos en 2004. Es conocido por su aparición en la película de 2005 Murderball. También formó parte del equipo ganador de oro de los Estados Unidos en los Juegos Paralímpicos de 2008.

## Biografía
Zupan nació en Cleveland, Ohio, hijo de Thomas y Linda Zupan. Jugó fútbol americano universitario y fútbol en la secundaria Marjory Stoneman Douglas en Parkland, FL, obteniendo una beca para la Universidad Atlántica de Florida
Es residente de Austin, Texas.

## Accidente
Después de un partido de fútbol el 14 de octubre de 1993, se emborrachó con sus compañeros de equipo en un bar y posteriormente se metió en la parte trasera de la camioneta de su amigo Chris Igoe para dormir. Poco después, Igoe salió del bar sin darse cuenta de que él se encontraba allí. Conduciendo borracho, Igoe se volcó y Zupan fue arrojado de la camioneta, sobre una cerca, hacia un canal, donde se aferró a una rama durante 14 horas hasta que un transeúnte lo descubrió. Entró en estado de hipotermia y quedó parapléjico como resultado del accidente. Zupan tiene cuadriplejia incompleta y puede caminar distancias cortas con muletas.

## Carrera deportiva
Después del accidente, se graduó del Georgia Tech, se convirtió en dos veces campeón nacional de quad rugby y jugador de rugby cuádruple del año 2004. Fue miembro del equipo estadounidense ganador de la medalla de bronce en los Juegos Paralímpicos de Verano de 2004 y del equipo ganador de la medalla de oro en los Juegos de 2008.
Cuando se le preguntó si "retrocedería el reloj ese día", Zupan respondió "No, no lo creo. Mi lesión me ha llevado a oportunidades, experiencias y amistades que nunca hubiera tenido antes. Y me ha enseñado sobre mí mismo. De alguna manera, es lo mejor que me ha pasado".

## Personalidad mediática
Apareció como cliente en Miami Ink de TLC durante la primera temporada. Partes de su documental se mostraron como información de fondo. 
Fue representado en un episodio de la serie Claymation Celebrity Deathmatch en un partido contra Chris Pontius; el cual ganó. 
En agosto de 2007, su equipo "Superman's Crip-Tonite" ocupó el segundo lugar en el evento Red Bull Flugtag en Austin, Texas. Por sus esfuerzos ganaron un premio de $ 3,000. La "aventura de Zupan Flugtag" fue narrada en una historia de ESPN.com por la escritora Mary Buckheit. 
También estuvo en la película Jackass Number Two y en una obra de teatro llamada "Lake Jump", donde su silla de ruedas fue armada con tanques de dióxido de carbono y Chris Pontius debía empujarlo de una rampa. Antes de despegar, los tanques se dispararon y lo lanzaron fuera de la rampa hacia el lago. 
Zupan apareció en un episodio de 30 días en 2008 en el que el exatleta de la NFL Ray Crockett usó una silla de ruedas durante 30 días y en un momento intentó jugar al rugby en silla de ruedas. 
En la segunda temporada del programa de televisión Friday Night Lights, apareció brevemente en el episodio "Bad Ideas" como Steve, un amigo que acompaña al personaje Jason Street a una cita con el médico. 
En la primera temporada de Nitro Circus, hizo una breve aparición en el episodio 11. Fue visto siendo pegado a un trineo y cayendo cuesta abajo antes de estrellarse.

## Otras lecturas
- Buckheit, Mary. "Mark Zupan de Murderball toma vuelo en Flugtag", ESPN.com. 6 de septiembre de 2007.
- Freydkin, Donna. "De Murderball a renuente estrella de cine", USA Today. 7 de julio de 2005. Consultado el 28 de diciembre de 2005.
- "Mark Zupan Q&A", Washington Post . 22 de julio de 2005. Consultado el 28 de diciembre de 2005. (transcripción)
- "Troopers Overlook Man Hurt In Wreck", Miami Herald . 16 de octubre de 1993.